# 後小動脈
後小動脈（metarteriole）是微循环中的一种短小微血管，连接小動脈与毛细血管。与具有连续中膜的动脉不同，後小動脈具有分布间隔较短的单个平滑肌细胞，每个平滑肌细胞形成围绕毛细血管床入口的毛细血管前括约肌。收缩这些括约肌会减少或阻断其相应毛细血管床的血流，从而使血液被引导至身体的其他部位。
後小動脈存在于腸繫膜的微循环中，这一名称最初仅用于描述小動脈和小靜脈之间的“直捷通路”。近年来，这一术语常被用于指代毛细血管前最小的小動脈。